# Schloss Smolenice

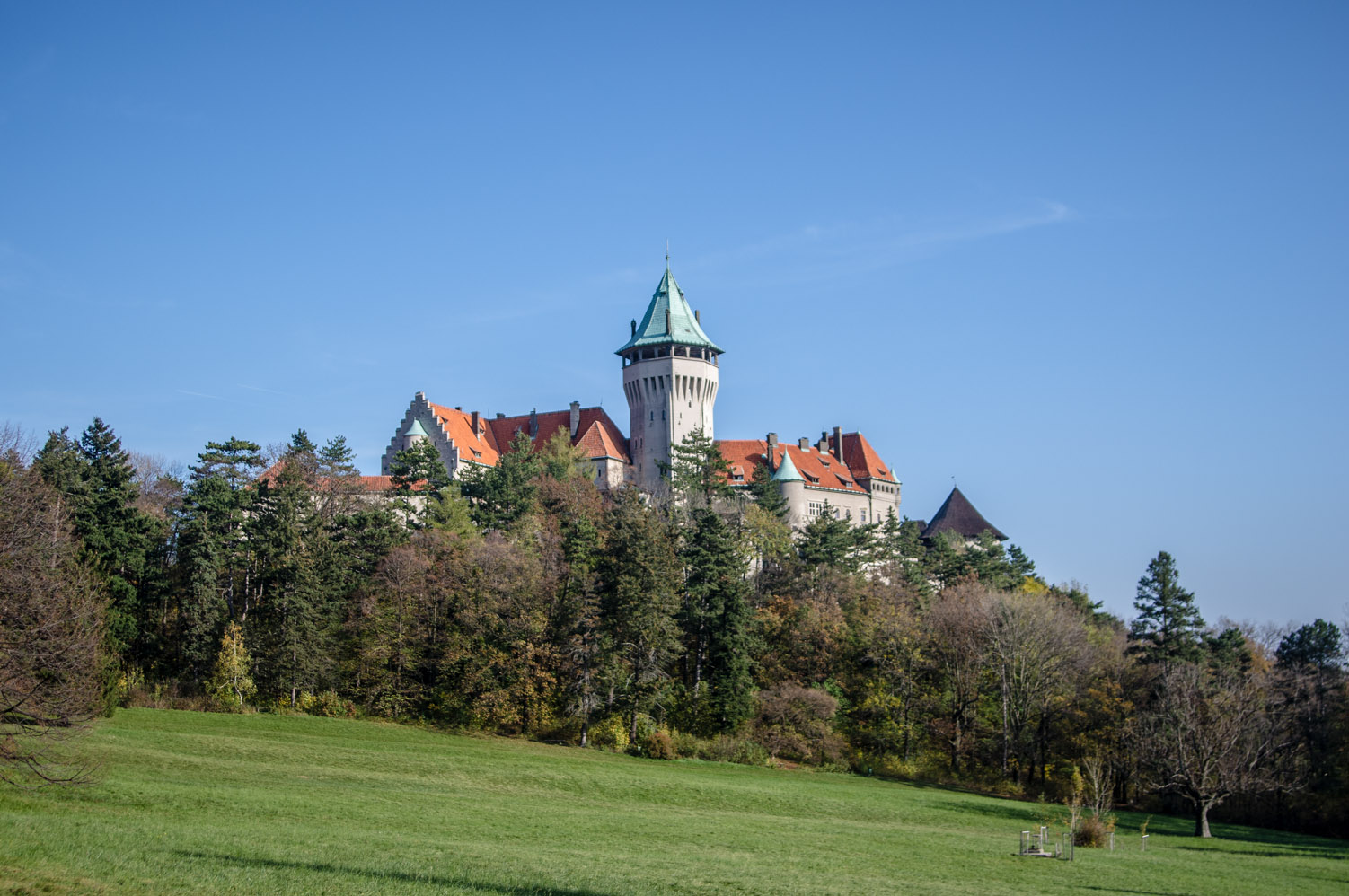
Schloss Smolenice, April 2006

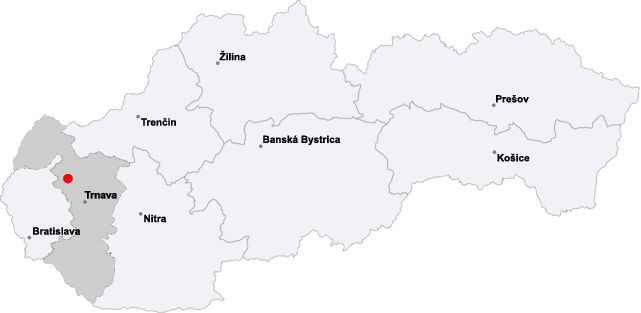
Lage des Schlosses in der Slowakei

Das Schloss Smolenice (auch Schloss Smolenitz; slowakisch Smolenický zámok) ist ein Schloss am östlichen Fuß der Kleinen Karpaten, nördlich der Gemeinde Smolenice in der Slowakei.

## Geschichte
Ursprünglich war Schloss Smolenice eine Burg aus dem 14. Jahrhundert, welche die Aufgabe hatte, die Grenzpässe in den Karpaten zu schützen. Auch lag die Burg am böhmischen Weg, einem Handelsweg, der von Prag nach Sachsen führte.
Das Schloss Smolenice wurde an der Stelle der Burg im 15. Jahrhundert gebaut. Es wurde während des Rakoczy Aufstands zerstört, die komplette Zerstörung fand während der Napoleonischen Kriege statt, dabei brannten das Hauptgebäude und der Turm vollständig nieder.
1777 nahm Graf Johann Pálffy von Bösing das Schloss als Pfand. Die Pálffys lebten nicht im Schloss, da es im schlechten Zustand war. Erst Josef Pálffy ließ das Schloss wiedererrichten: Im Jahre 1877 wurden die Festungsmauern und Basteien wiederaufgebaut, die alten Basteien wurden beibehalten, jedoch erhöht und überdacht. Der Architekt war Josef Hubert. Dabei stand Burg Kreuzenstein nahe Wien als Modell. Die Arbeiten wurden vom Architekten Pavol Reiter aus Bayern überwacht. Beim Wiederaufbau wurden Handwerksmeister aus Italien, Deutschland, Österreich und Ungarn beschäftigt, sowie 60 Arbeiter aus Smolenice und umliegenden Ortschaften. Das Hauptgebäude hat zwei Flügel und einen Turm und ist aus Stahlbeton gefertigt. Die komplette Fertigstellung des Schlosses passierte dennoch erst nach der Enteignung 1945 durch den Bau des neuen Eingangsbereiches im Jahre 1971–73.
Die Familie Pálffy besaß auch umfangreichen Grundbesitz sowie das Lack- und Farbwerk in Horné Orešany. Das Schloss wurde im Frühling 1945 während des Zweiten Weltkriegs beschädigt. Im Jahr 1945 wurde das Schloss verstaatlicht und vom Slowakischen Nationalrat übernommen, der dort seine Sommerresidenz errichtete. Das Schloss wurde vollständig renoviert und am 26. Juni 1953 der Slowakischen Akademie der Wissenschaften übergeben. Es dient heute als Konferenzzentrum und ist der Öffentlichkeit in den Monaten Juli und August zugänglich.